# Нирукта
Нирукта или Нирукти (санскр. निरुक्त, «объяснение, этимологическая интерпретация») — словотолкование и сочинение санскритского грамматика Яски, одного из предшественников Панини, относимого к IV в. до н. э. Грамматическая работа Яски представляет собой комментарий к древнейшим сборникам ведийских слов. В течение веков многие слова в ведийских текстах становились непонятны и нуждались в объяснении. Древние толкователи Вед составили сборник таких слов, известный под именем Нигханту. К этому глоссарию, вероятно, при устном преподавании присоединяли объяснительные комментарии. Такой комментарий представляет Нирукта Яски, во времена которого нигхантавас употреблялся как пособие для ведийской экзегезы. Автор сначала знакомит читателя с грамматическими категориями, устанавливает 4 класса слов (имя, глагол, предлог, союз) и прочее, затем даёт объяснение отдельных слов глоссария. Нирукта Яски пользовалась высоким авторитетом и причислялась к так называемым ведангам, то есть «членам веды», пособиям к пониманию священных текстов. Текст Нирукты, с немецким комментарием, издал Рудольф Рот («Yâska’s Nirukta sammt den Nigbantavas», Геттинген, 1852).